# Overlord Mountain
Overlord Mountain är ett berg i Kanada.   Det ligger i provinsen British Columbia, i den sydvästra delen av landet, 3 500 km väster om huvudstaden Ottawa. Toppen på Overlord Mountain är 2 464 meter över havet.
Terrängen runt Overlord Mountain är huvudsakligen bergig, men den allra närmaste omgivningen är kuperad. Trakten runt Overlord Mountain är nära nog obefolkad, med mindre än två invånare per kvadratkilometer.. Närmaste större samhälle är Whistler, 15,4 km nordväst om Overlord Mountain. 
Trakten runt Overlord Mountain är permanent täckt av is och snö.